# مجرمو نوفمبر (فلم)
مجرمون نوفمبر (بالإنجليزية: November Criminals) فيلم جريمة أمريكي تم إصداره عام 2017 من إخراج ساتشا جيرفاسي ، تأليف
ستيفن نايت ، ساتشا جيرفاسي. و بطولة كلوي غرايس موريتز ، أنسيل إلغورت.

## ملخص قصة
(أديسون شاخت) مراهق في الثامنة عشر من عمره، وهو أحد كبار التلاميذ اليهود في المدرسة الثانوية بـ(واشنطن). أديسون يرى أنه لا ينعم سوى بالمعاملات السيئة، وخلال سنة تخرجه من المدرسة، نرى ما يتعرض له خلال مواقف شتى؛ بين النكات الهجومية التي تُطلَق عليه، تعامل زملاء دراسته مع المخدرات، إهانات المعلمين، وكذلك معاملة والدة رفيقته.. وأخيرًا يُقتًل زميله، فيبدأ أديسون بالتحقيق في موته.

## طاقم العمل
| الممثلين          | الدور/الوظيفة   |
| ----------------- | --------------- |
| كلوي غرايس موريتز | فيبي            |
| أنسيل إلغورت      | أديسون شاخت     |
| كاثرين كينر       | فيونا           |
| كوري هاردريكت     | دي كاش          |
| ديفيد ستراثيرن    | ثيو سكاشت       |
| تيري كيني         | المدير كارلستاد |
| داني فلارتي       | نويل            |

## روابط خارجية
- مجرمو نوفمبر على موقع IMDb (الإنجليزية)
- مجرمو نوفمبر على موقع روتن توميتوز (الإنجليزية)
- مجرمو نوفمبر على موقع ألو سيني (الفرنسية)
- مجرمو نوفمبر على موقع Turner Classic Movies (الإنجليزية)
- مجرمو نوفمبر على موقع أول موفي (الإنجليزية)
- مجرمو نوفمبر على موقع بوكس أوفيس موجو (الإنجليزية)
- مجرمو نوفمبر على موقع فيلمافينيتي (الإسبانية)
- مجرمو نوفمبر على موقع قاعدة بيانات الفيلم (الإنجليزية)
- مجرمو نوفمبر على موقع ليتربوكسد (الإنجليزية)
- مجرمو نوفمبر على موقع كينوبويسك (الروسية)